# Nicolas Le Roy de Bazemont
Le chevalier Nicolas Le Roy de Bazemont est un peintre français d'origine portugaise. Il est né en 1692, mort à Bordeaux le 8 mars 1770.

## Biographie
Le 14 septembre 1742, la jurade de Bordeaux a élu le chevalier Nicolas Le Roy de Bazemont peintre de la ville de Bordeaux en remplacement de Marc-Antoine Leblond de Latour (1688-1744) et le nomme professeur de dessin du collège de Guyenne.
Pour une pension annuelle de 600 livres et un logement, il s'engage à exécuter tous les ans les six tableaux de Messieurs les jurats entrants pour être placés dans l'hôtel de ville.
L'école académique ouverte au collège de Guyenne le 16 décembre 1691 avec Antoine Leblond de Latour comme directeur. Elle a fonctionné ensuite sous la direction de son fils, Marc-Antoine Leblond de Latour, jusqu'en 1742. Puis Bazemont a fondé lÉcole des principes, ou École gratuite de dessin. Pierre Lacour en a été directeur, ainsi que son fils. Elle devient, entre 1877 et 1890, lÉcole des Beaux-Arts, puis l' École municipale des Beaux-Arts et des arts décoratifs.
Il a dessiné quelques vues de Bordeaux gravées par P.-P. Chottard en 1755 (Vue de la ville de Bourdeaux et de ses promenades du côté du château Trompette, Vue de la porte et place Bourgogne sur le port de la ville de Bourdeaux) et a peint des scènes de la vie bordelaise.
Il a publié un Dictionnaire didactique d'architecture civile et militaire dont un exemplaire est conservé à la bibliothèque de Bordeaux.
Il a été enterré dans l'église Sante-Eulalie.